# Tratado de Constantinopla (1700)
El Tratado de constantinopla o Estambul' se firmó el 13 de julio de 1700 entre el Zar de Rusia y el Imperio Otomano. Puso fin a la Guerra Ruso-Turca de 1686-1700. El zar ruso Pedro el Grande se aseguró la posesión de la región de Azov y liberó sus fuerzas para participar en la Gran Guerra del Norte. El tratado fue sustituido por el Tratado del Prut en 1711, después de que el Imperio Otomano se involucrara en la campaña del Prut.

## Antecedentes

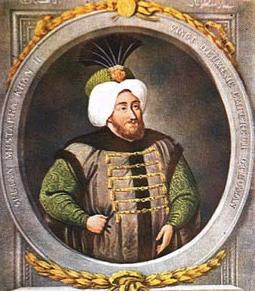
El Sultán Mustafa II

Como miembro de la alianza antiOtomano ("Liga Santa"), el Zar de Rusia había luchado contra el Imperio Otomano en el teatro oriental de la Gran Guerra Turca (Guerra Ruso-Turca (1686-1700)). Cuando los otros miembros de la liga - el Sacro Imperio Romano, la República de Venecia y la Mancomunidad Polaco-Lituana - habían alcanzado sus objetivos bélicos, concluyeron una paz con el sultán otomano Mustafá II en Karlowitz (1699), que ignoraba por completo los intereses rusos. Las respectivas negociaciones habían comenzado en 1698, cuando Rusia seguía haciendo campaña en la zona del bajo Dnjepr y el Estrecho de Kerch, que conectaba el Mar de Azov con el Mar Negro. El zar ruso Pedro el Grande se unió a las negociaciones en persona y concluyó una tregua de dos años con el Imperio Otomano en Karlowitz (Sremski Karlovci) el 25 de diciembre de 1698 (O. S.) / 26 de enero de 1699. En esta etapa, un acuerdo final ruso-otomano fue impedido por la discrepancia entre las demandas de Pedro, que incluían la protección del cristianos en las provincias otomanas  balcánicas, y la posición militar de Rusia, así como la falta de apoyo de los otros miembros de la Liga Santa.
En el otoño, el zar envió a Yemelyan Ignatievich Ukraintsev a la corte del sultán, la Puerta en Constantinopla (Estambul), para negociar una paz. Ukraintsev llegó en un barco de guerra ruso, la fragata de 46 cañones Krepost a principios del otoño de 1699. Los principales objetivos rusos eran el reconocimiento otomano de las las ganancias de la guerra rusa alrededor de Azov y un acceso libre al Mar Negro para los buques comerciales de Rusia. Cuando las negociaciones progresaron lentamente y Pedro el Grande se vio presionado por el tiempo para atacar al Imperio Sueco en la Gran Guerra del Norte (ver más adelante), instó a Ukraintsev a llegar pronto a la paz, y la condición rusa del acceso al Mar Negro fue retirada.

## Condiciones

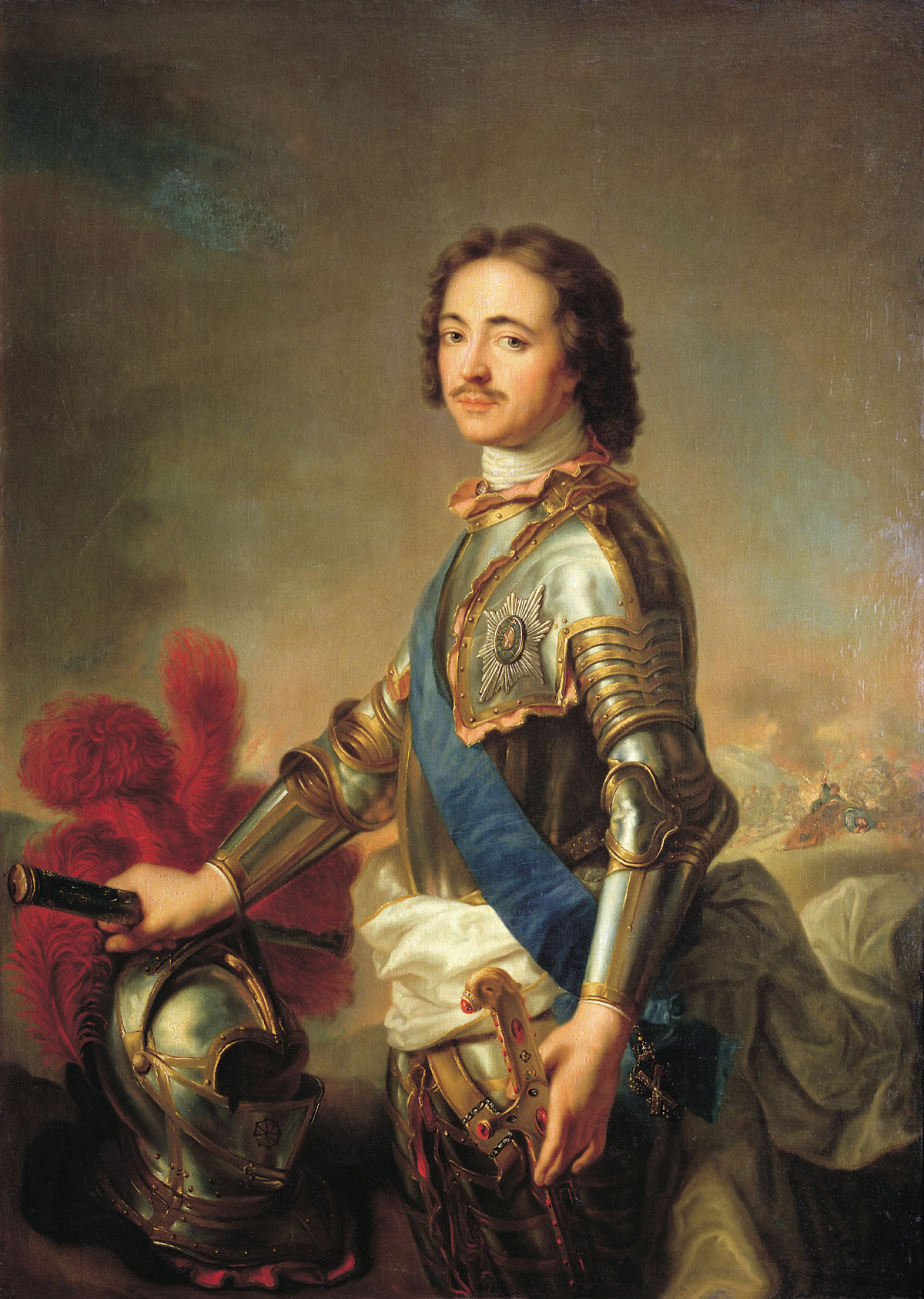
El zar Pedro el Grande

El tratado se concluyó el 3 de julio (O.S.) / 13 de julio de 1700 en Constantinopla. El zarismo de Rusia y el Imperio Otomano acordaron una tregua que expiraría en treinta años. El sultán reconoció la posesión rusa de la zona de Azov, incluyendo Asov y las fortalezas recién construidas de Taganrog, Pavlovsk [cita requerida], y Mius. Rusia abandonó sus reclamaciones sobre el Estrecho de Kerch, pero fue relevada de pagar el tributo anual al Janato de Crimea pagado desde la ocupación del Muscovy por la Horda de Oro. Las fortalezas a lo largo del río Dnieper, arrasadas por las fuerzas rusas, fueron devueltas al Imperio Otomano. La zona del bajo Dniepr, al sur del Sich de Zaporiyia, y el área entre Perekop y Miuskiy Gorodok fueron declaradas zona desmilitarizada. El sultán afirmó que sus subordinados, los tártaros de Crimea, no atacarían a Rusia; a su vez, el zar prometió que sus subordinados, los cosacos del Don y los Cosacos de Zaporiyia, no atacarían al Imperio Otomano.
Ambas partes prometieron no construir ninguna fortificación a lo largo de la frontera. El Imperio Otomano también prometió liberar a los prisioneros de guerra rusos. El sultán permitió además el paso libre de los peregrinos rusos a Tierra Santa y una representación diplomática rusa en Constantinopla.

## Impacto de la Gran Guerra del Norte
La conclusión del tratado y su sustitución en 1710 estuvo estrechamente ligada a la Gran Guerra del Norte, que había comenzado poco antes de su conclusión. Pedro el Grande había negociado un asalto en tres frentes al Imperio Sueco con sus aliados Augusto el Fuerte de Sajonia y Polonia-Lituania y Federico IV de Dinamarca-Noruega: Pedro debía atacar Ingria Sueca, Augusto debía atacar Livonia sueca y Frederik debía atacar al aliado de Suecia Holstein-Gottorp. El ataque de Pedro sin embargo era condicional, se acordó que sólo se iniciaría una vez concluida la paz ruso-otomana. Como consecuencia, el ataque ruso se retrasó hasta el punto de que Dinamarca ya estaba derrotada cuando Pedro el Grande marchó con su ejército fuera de Moscú, permitiendo a Suecia enfrentarse al ataque ruso en Ingria y repelerlo con éxito.
El Imperio Otomano se involucró en la guerra nueve años después, cuando Carlos XII de Suecia fue derrotado por Pedro el Grande en la Batalla de Poltava y posteriormente acampó los restos de su ejército en la Bender otomana. Esto llevó a otro enfrentamiento entre el sultán y el zar, que culminó con una declaración de guerra otomana y la infructuosa  Campaña de Pruth rusa. Como consecuencia, el tratado de Constantinopla fue sustituido por el Tratado del Prut (1711), por el que Azov fue devuelto al sultán y posteriormente arrasado, y el Tratado de Adrianópolis (1713), que restableció la paz entre los imperios ruso y otomano prevista para veinticinco años. Aunque el sultán declaró la guerra a Pedro tres veces en el tiempo transcurrido entre Pruth y Adrianópolis, no se produjo ningún combate real, por lo que el tratado de Pruth puso fin de forma efectiva a la intervención otomana en la Gran Guerra del Norte.